# Sang venosa

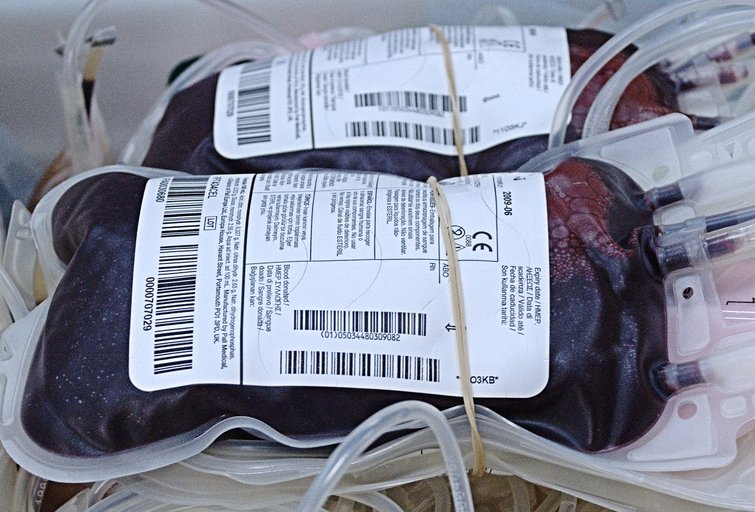
Bosses de sang d'una donació, obtinguda per venipunció i, per tant, amb sang venosa

La sang venosa és sang desoxigenada que viatja des dels vasos sanguinis perifèrics, a través del sistema venós, a l'aurícula dreta del cor. La sang desoxigenada és bombada pel ventricle dret als pulmons a través de l'artèria pulmonar que es divideix en dues branques, esquerra i dreta cap als pulmons esquerre i dret respectivament. La sang s'oxigena als pulmons i torna a l'aurícula esquerra a través de les venes pulmonars.
La sang venosa sol ser més freda que l'arterial i té un contingut més baix en oxigen i un pH més baix. També té concentracions més baixes de glucosa i altres nutrients, i té concentracions més altes d'urea i altres productes de rebuig. La diferència en el contingut d'oxigen de la sang arterial i la sang venosa es coneix com la diferència arteriovenosa d'oxigen.
La majoria de proves mèdiques de laboratori es realitzen amb sang venosa, a excepció de les proves de gasos sanguinis arterials. La sang venosa s'obté per al treball de laboratori mitjançant la punció venosa (també anomenada flebotomia) o, en petites quantitats, per punxades en els dits.